# Can Xirau
Can Xirau és una casa del municipi de Cadaqués (Alt Empordà) inclosa en l'Inventari del Patrimoni Arquitectònic de Catalunya.

## Descripció
Situada dins del nucli antic de la població, entre la riba Nemesi Llorens i la punta des Baluard, al final de la platja de Port Alguer o Portdoguer.
Edifici de planta en forma de L, que consta de tres crugies adossades, fonamentat damunt les irregularitats de la punta rocosa on s'assenta. Consta de planta baixa i tres pisos, amb un altell retirat de la línia de façana. Formava part de l'antiga muralla medieval de la població. La coberta és a dues vessants de teula i presenta un gran jardí davant la placeta de la punta des Baluard, on desemboca el carrer d'en Silvi Rahola. A la façana principal, les obertures són rectangulars i compten amb llindes monolítiques bastides amb lloses de pissarra i algun emmarcament adovellat. Damunt la porta d'accés hi ha inscrit l'any 1732, probablement corresponent a una reforma. La façana marítima presenta grans finestrals rectangulars, amb sortida a diversos balcons, el del segon pis corregut, amb baranes de ferro.
Tota la construcció es troba arrebossada i pintada de color blanc.

## Història
Edifici d'època medieval que presenta trams de la muralla antiga de Cadaqués. Damunt una de les llindes es pot llegir la data 1732, pertanyent a una reforma posterior.